# Millycent
Millycent (* 1990 als Emilie „Milly“ Groz in Wien) ist eine österreichische Pianistin, Sängerin und Komponistin. Ihr Solo-Pop-Projekt Millycent kombiniert freie Improvisation, Jazz, Disco-Pop, Macho-Lyrics der 60er-Jahre, feministische Positionen und Hip-Hop.

## Leben und Wirken
Milly Groz studierte Rhythmik, Musik- und Bewegungspädagogik an der Universität für Musik und darstellende Kunst Wien sowie Jazzklavier bei Christoph Cech an der Anton Bruckner Privatuniversität Linz. Sie leitet die Rhythmik-Abteilung ihrer Alma Mater, der Universität für Musik und darstellende Kunst, an der sie seit 2016 Klavier- und Instrumentalimprovisation lehrt. Sie spielt seit ihrem 8. Lebensjahr Klavier. Zusammen mit Anna Anderluh, Verena Zeiner und Sara Zlanabitnig ist Milly Groz im Leitungsteam des Vereins Fraufeld – zur Sichtbarmachung von Musikerinnen in den Feldern progressiver Komposition und Improvisation.

## Auszeichnungen (Auswahl)
Im Jahr 2022 wurde Millycent mit dem Förderprogramm „The New Austrian Sound of Music 2023–2024“ des Bundesministeriums für europäische und internationale Angelegenheiten in der Kategorie Jazz ausgezeichnet.